# Arthur Mooring
Sir Arthur Mooring (23 novembre 1908 – 13 gennaio 1969) è stato un militare inglese, Cavaliere dell'Ordine di San Michele e San Giorgio.

## Biografia
Sir Arthur Mooring studiò presso la Bedford Modern School ed il Queens' College di Cambridge prima di entrare nel servizio coloniale nel 1931. Servì per molti anni in Nigeria prima di unirsi alle Royal West African Frontier Forces, servendo nell'Africa ovest, nell'India e in Birmania. Fu menzionato in spedizioni e ottenne il grado di colonnello luogotenente. Al termine della Seconda guerra mondiale, tornò in Nigeria e si impose per diventare vice governatore nell'ovest della regione. Nel 1959 divenne residente britannico sull'isola di Zanzibar, una posizione che manterrà fino all'indipendenza nel 1963.
| Controllo di autorità | VIAF (EN) 92182776 · ISNI (EN) 0000 0000 6624 6776 |